# Edu Snethlage
Everardus ("Edu") Snethlage (Ngawi, Nederlands-Indië, 9 mei 1886 – Medan, Nederlands-Indië, 19 oktober 1940) was een Nederlandse voetballer en medicus.

## Clubvoetbal
Snethlage speelde voor het Haagse Quick, waarvan hij in juni 1901 lid werd samen met zijn twee jaar oudere broer Bram, die ook het eerste elftal zou halen. Snethlage speelde slechts kort in de lagere elftallen en was, twee jaar na zijn entree bij Quick, als 17-jarige reeds een vaste waarde in het eerste elftal. Aanvankelijk speelde Snethlage op het middenveld als rechtshalf maar vanaf het seizoen 1906/1907 werd hij in de voorhoede opgesteld, eerst als midvoor maar al snel als rechtsbinnen. Vanaf toen begon een glorieperiode in het bestaan van de Hagenaars. In 1908 werd hij met Quick kampioen van Nederland. In twee van de drie wedstrijden tegen de oostelijk kampioen UD uit Deventer scoorde hij. In de tweede wedstrijd scoorde eveneens zijn onafscheidelijke aanvalspartner Caius Welcker. Met hem vormde Snethlage jarenlang de meest gevreesde rechtervleugel die Nederland tot op dat moment had gekend. In het kampioensjaar waren beiden iedere wedstrijd van de partij. Snethlage kon in 1908 profvoetballer worden bij Hull City FC maar verkoos zijn studie geneeskunde. Eind 1909 probeerde ook Bolton Wanderers Snethlage over te halen om rond de Kerst in twee wedstrijden mee te spelen. Voor dit aanbod werd eveneens bedankt. Op 19 december 1909 trof Snethlage twee keer doel in de thuiswedstrijd tegen HBS. Het zouden zijn laatste competitiedoelpunten blijken te zijn. Hierna was de voetballoopbaan van Snethlage vrijwel voorbij. Een knieblessure maakte hem het voetballen onmogelijk. In de tweede helft van het seizoen 1909/1910 miste hij 8 van de 9 wedstrijden en speelde hij alleen nog mee in de thuiswedstrijd tegen Haarlem op 6 februari 1910 waarin hij halverwege de tweede helft uitviel. Snethlage begon nog wel aan het seizoen 1910/11 maar viel uit vlak voor de rust van de wedstrijd om de Zilveren Bal tegen Velocitas uit Breda. Hij had wederom last gekregen van de knieblessure die hem ook reeds het grootste deel van de tweede helft van het voorgaande seizoen aan de kant hield. Snethlage bleek achteraf definitief zijn laatste wedstrijd te hebben gespeeld. Hij was op dat moment slechts 24 jaar oud.

## Vertegenwoordigend voetbal
Snethlage speelde tussen 1907 en 1909 elf keer voor het Nederlands voetbalelftal waarbij hij tien doelpunten scoorde. Hij vertegenwoordigde Nederland op de Olympische Zomerspelen van 1908 en won daarbij de bronzen medaille. In zijn elfde en laatste interland, uit tegen Engeland was hij aanvoerder. De interlandcarrière van Snethlage begon met een 12-2 nederlaag tegen de Engelsen en eindigde tegen diezelfde tegenstander met een 9-1 verliespartij. Tussen deze beide wedstrijden in slaagde Snethlage er in 10 doelpunten te maken. Hij was daarmee de eerste speler die de dubbele cijfers haalde voor het Nederlands elftal en nam afscheid van Oranje als topscorer aller tijden. In al zijn interlands vormde Snethlage net als bij Quick samen met Welcker de rechtervleugel. Zonder knieblessure had Snethlage zeker meer interlands gespeeld. Op het moment dat hij deze blessure opliep was hij er in de voorgaande elf interlands onafgebroken bij geweest.
| Nr. | Datum            | Locatie                    | Thuisploeg | Uitploeg  | Uitslag | Dp. | Verslag |
| --- | ---------------- | -------------------------- | ---------- | --------- | ------- | --- | ------- |
| 8.  | 21 december 1907 | Feethams, Darlington       | Engeland   | Nederland | 12-2    | -   |         |
| 9.  | 29 maart 1908    | Kielstadion, Antwerpen     | België     | Nederland | 1-4     | -   |         |
| 10. | 26 april 1908    | Prinsenlaan, Rotterdam     | Nederland  | België    | 3-1     | 1   |         |
| 11. | 10 mei 1908      | Prinsenlaan, Rotterdam     | Nederland  | Frankrijk | 4-1     | 2   |         |
| 12. | 22 oktober 1908  | White City Stadium, Londen | Engeland   | Nederland | 4-0     | -   |         |
| 13. | 23 oktober 1908  | White City Stadium, Londen | Nederland  | Zweden    | 2-0     | 1   |         |
| 14. | 25 oktober 1908  | De Diepput, Den Haag       | Nederland  | Zweden    | 5-3     | 2   |         |
| 15. | 21 maart 1909    | Kielstadion, Antwerpen     | België     | Nederland | 1-4     | 1   |         |
| 16. | 12 april 1909    | Oud-Roosenburgh, Amsterdam | Nederland  | Engeland  | 0-4     | -   |         |
| 17. | 25 april 1909    | Prinsenlaan, Rotterdam     | Nederland  | België    | 4-1     | 3   |         |
| 18. | 11 december 1909 | Stamford Bridge, Londen    | Engeland   | Nederland | 9-1     | -   |         |

Naast het Nederlands elftal kwam Snethlage ook uit voor het Westelijk elftal, zij het slechts een keer. Op 15 maart 1908 versloeg het westen op het terrein van P.W. te Enschede het Oostelijk elftal met 7-2. Van de zeven wedstrijden die het Westelijk elftal speelde gedurende de voetbalcarrière van Snethlage heeft hij er dan ook 6 gemist.
Snethlage kwam ook uit voor het elftal van De Zwaluwen. Snethlage scoorde op 21 november 1907 op het H.V.V. terrein het allereerste doelpunt in de historie van De Zwaluwen toen aldaar twee Zwaluwen proefelftallen tegen elkaar speelden. Op 23 mei 1909 kwam Snethlage voor het laatst uit in Zwaluwenverband te Amsterdam op het terrein van R.A.P. tegen de Bolton Wanderers. Ook hier vormde hij de rechtervleugel met Welcker. Ondanks de zware nederlaag had Snethlage blijkbaar grote indruk gemaakt op de "Trotters" gezien het aanbod dat Snethlage een half jaar later kreeg om bij Bolton mee te spelen.

## Privéleven
Snethlage groeide op in Nederlands-Indië als middelste van drie broers en zoon van Rudolph Abraham Iduard Snethlage, dirigerend officier van gezondheid 1e klasse bij het KNIL, geboren op 7 augustus 1851 en Margaretha Antoinette Maria Mathijsen, geboren op 24 mei 1862. Vanwege gezondheidsredenen vertrok vader Snethlage met het gezin op 16 augustus 1893 per s.s."Ardjoeno" van Batavia naar Rotterdam. Na drie jaar met verlof in Nederland te hebben verbleven kwam het gezin in de zomer van 1896 weer naar Nederlands-Indië, wederom met het s.s."Ardjoeno" dat op 18 juli vanuit Rotterdam naar Batavia vertrok. Het gezin stapte aan boord in Marseille. Snethlage's vader werd na terugkeer geplaatst te Atjeh.
Kort na zijn promotie in 1899 kwam Snethlage sr. in conflict met een collega en werd hierop per 2 juni 1901 op eigen verzoek ontslagen. Het gezin keerde hierna onmiddellijk terug naar Nederland en na aanvankelijke verbittering over het einde van zijn loopbaan bij het KNIL bouwde Snethlage sr. reeds spoedig een goedlopende praktijk op. Snethlages ouders vertrokken op 12 juni 1920 uiteindelijk per S.S. Vondel van Amsterdam weer naar Nederlands-Indië om daar hun laatste jaren te slijten. Vader Snethlage overleed aldaar te Lawang op 2 januari 1927 nadat zijn vrouw hem op 4 mei 1925 reeds was voorgegaan. De jongste broer van Snethlage, Jacobus Gijsbertus, overleed op 11 januari 1916 te Karlsruhe op 27-jarige leeftijd
Snethlage nam van 25 tot 27 augustus 1904 deel aan het Staatsexamen voor toelating aan de faculteit geneeskunde van de universiteit en slaagde. Snethlage ging te Leiden studeren en slaagde in oktober 1906 voor het voorbereidend examen in de geneeskunde, in juli 1908 gevolgd door het kandidaatsexamen en uiteindelijk in september 1911 door het doctoraal examen in de geneeskunde. Voor het laatste gedeelte van zijn opleiding vertrok Snethlage naar Amsterdam alwaar hij op 31 mei 1913 door de Geneeskundige Staats-Commissie tot arts werd bevorderd.
Snethlage is twee keer getrouwd. Op 6 februari 1925 trouwde hij te Soerabaja met Louise Henriette Van der Jagt, welk huwelijk begin 1930 in een echtscheiding eindigde. Een tweede huwelijk vond plaats op 15 juni 1931 met Wilhelmina Maria Antonia Josephina Van der Poel Beide huwelijken bleven kinderloos. Het tweede huwelijk bleef in stand tot aan het overlijden van Snethlage op 54-jarige leeftijd op 19 oktober 1940. De begrafenis van Snethlage op de Algemene Begraafplaats te Medan trok grote belangstelling. Snethlage was alom geliefd.

## Maatschappelijk
Na zijn benoeming tot arts was Snethlage drie jaar assistent van professor Otto Lanz waar hij zich in de chirurgie bekwaamde. Tijdens deze periode brak de Eerste Wereldoorlog uit. Op 3 november 1916 vertrok Snethlage met het S.S."Prinses Juliana" van Amsterdam naar Batavia. In Nederlands-Indië was Snethlage aanvankelijk tweede-geneesheer te Petoemboekan waarna hij 10 jaar zelfstandig gevestigd was als chirurg te Soerabaja. Vervolgens werd Snethlage geneesheer-directeur van het hospitaal te Tandjong Kassau om zijn loopbaan vervolgens vanaf 1 december 1932 tot aan zijn overlijden voort te zetten bij het Centraal Hospitaal van de Deli Maatschappij. Buiten zijn werk was Snethlage een actief lid van de vrijmetselarij.